# Ausgang
A Ausgang é uma produtora de conteúdo audiovisual fundada pelos realizadores Davi de Oliveira Pinheiro, Emiliano Cunha e Pedro Guindani. A empresa tem em seu catálogo longas-metragens, séries de televisão e curtas. Batizada em 2017 com o título Ausgang, a empresa nasceu em 2007 com o nome de Lockheart FIlmes.
Em maio de 2020, a produtora disponibilizou em seu canal no YouTube parte de seu catálogo com os títulos Porto dos Mortos (2010), Another Empty Space (2015), Desvios (2016), Endotermia (2018) e Sob Águas Claras e Inocentes (2016). A iniciativa foi uma das alternativas culturais gratuitas oferecidas durante o período de isolamento social da pandemia.

## Longas-metragens
Lançado em 2010, Porto dos Mortos, de Davi de Oliveira Pinheiro, mistura road movie, western e zumbis. Vencedor de quinze prêmios internacionais, participou de 85 festivais em mais de 20 países, entre eles o Festival de Cinema de Havana. O crítico Mark L. Miller, do site Aint It Cool News descreveu o longa como "extremamente inventivo” e "uma experiência única”. Em um mundo pós-apocalíptico, um policial vingativo (Rafael Tombini) persegue um assassino serial demoníaco.
Inédito no circuito comercial, o thriller Desvios (2016), de Pedro Guindani, participou dos festivais de Bogotá e Gramado. No último, arrancou elogios do crítico Luiz Carlos Merten do Estadão: "Gostei - muito”, escreveu à época. "Se o filme estivesse na competição, meu Kikito de ator (...) já teria dono. Seria de Rafael Mentges (...), conclui. Após dar um golpe milionário, o corretor de valores Daniel (Mentges) se esconde em um apartamento do centro da cidade. Pouco a pouco ele se deixa consumir pela paranoia do isolamento. A realização é da Skyline Produções, Ausgang e Cinex Filmes.
A Ausgang é coprodutora do drama Depois de ser Cinza (2020), de Eduardo Wannmacher. O filme acompanha três mulheres - Isabel (Elisa Volpatto), Suzy (Branca Messina) e Manuela (Sílvia Lourenço) - e seus relacionamentos com Raul (João Campos). Em três tempos diferentes, a história se desenvolve entre Croácia e Brasil. A produção é da Pironauta. Sua première mundial aconteceu no 28º Providence Latin American Film Festival (EUA).
Em maio de 2021, o longa Raia 4, de Emiliano Cunha, fez sua estreia nas plataformas digitais. Drama situado no universo da natação competitiva, traz em seu elenco as estreantes Brídia Moni e Kethelen Guadagnini. Raia 4 venceu três prêmios no Festival de Gramado: júri da crítica, fotografia (Edu Rabin) e melhor longa gaúcho. O filme foi exibido nos festivais do Panamá, Cartagena, Xangai e outros. "Raia 4 entra como um merecido filme sobre a passagem pela adolescência que marca o espectador (...) e ali está outro mérito do longa: o retrato de uma geração que cresce sob pressões diversas o tempo inteiro. Nada mais justo do que uma bela obra para tornar isso tudo real", escreveu Denis Le Senechal Klimiuc para o site Cinema com Rapadura.

## Séries de Televisão
No dia 23 de março de 2019, o canal Prime Box Brazil estreou a série de comédia em oito capítulos Necrópolis. Na trama, um médico com medo de cadáveres se torna o novo legista do IML. A atração leva a assinatura da Verte Filmes e Ausgang na produção. A direção é de Gabriel Faccini, Tiago Rezende e Tomás Fleck, que também divide a criação.
Uma droga revolucionária que promete bloquear o medo da morte é o tema de A Bênção, série que estreou no dia 29 de setembro de 2020 no Canal Brasil. Os oito episódios da primeira temporada também foram lançados no serviço de streaming Globoplay. Criada por Frederico Ruas e Leo Garcia, a atração dirigida por Davi de Oliveira Pinheiro e Emiliano Cunha traz em seu elenco Aldri Anunciação, Priscilla Colombi, Maria Galant, Werner Schünemann e João Campos. A realização é da Coelho Voador, Ausgang e Anti Filmes. Sua trilha sonora, composta por Felipe Longhi (Porto dos Mortos), foi posteriormente lançada nas plataformas musicais. Em 2023, A Bênção foi disponiblizada nas plataformas digitais Looke, Claro TV+ (Brasil) e Vivo Play.

## Curtas-metragens
O curta O Beijo Perfeito (2012), de Davi de Oliveira Pinheiro, teve sua estreia no 40º Festival de Gramado. Protagonizado por Rafael Tombini e Luciana Verch, traz uma breve narrativa sobre um serial killer. Do mesmo diretor, o romance Another Empty Space (2015) participou de mais de 60 festivais. Rodado em inglês durante o Festival de Berlim, o elenco internacional conta com Youla Boudali, Hoji Fortuna e Fernando Álvarez Rebeil. Ausgang e Coelho Voador são as produtoras do curta, enquanto o roteiro e produção são divididos entre o diretor e Leo Garcia.
O cineasta Emiliano Cunha é o diretor dos curtas Sob Águas Claras e Inocentes (2016) e Endotermia (2018). O primeiro acompanha as últimas horas de alguém que se despede da vida, enquanto reconstrói sua identidade. A produção recebeu prêmios nos festivais ADF de Fotografía Cinematográfica (Argentina), Quito (Equador) e Gramado. O segundo levou o prêmio de melhor som da Mostra Gaúcha em Gramado. O filme acompanha a espera de um casal de irmãos por aqueles que talvez nunca mais voltem para casa.
Na edição de 2021 do Festival de Gramado, Cunha lançou o curta Tormenta, codirigido com Vado Vergara e produzido pela Ausgang e Pocilga Filmes. Gravado em Porto Alegre, o filme teve estreia internacional na República Tcheca, no 25º Jihlava International Documentary Film Festival, no dia 28 de outubro de 2021.  O curta também foi selecionado para o Ann Arbor Film Festival, um dos mais importantes eventos de cinema experimental do mundo.